# 26. zongoraverseny (Mozart)
Wolfgang Amadeus Mozart 26., D-dúr zongoraversenye a Köchel-jegyzékben 537 szám alatt szerepel, és a „Koronázás I.” melléknevet viseli.

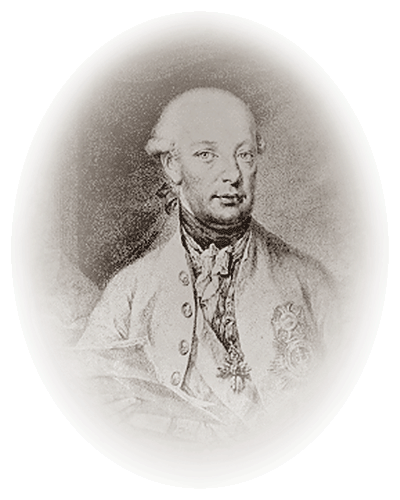
II. Lipót császár

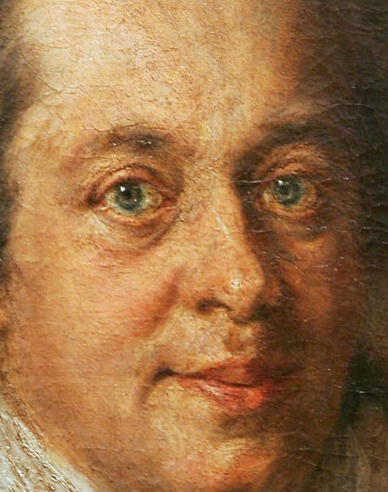
Mozart 1790-ben

## Keletkezése, története
Mozart a művet 1788. február 24-én fejezte be.
A zongoraverseny a „Koronázás I.” melléknevet onnan kapta, hogy Mozart II. Lipót német-római császárrá koronázásakor, az ünnepségeken, 1790. szeptember 30-án, Frankfurt am Mainban, a No. 19, „Koronázás II.” zongoraversennyel együtt eljátszotta. A mű premierje azonban a drezdai udvarnál volt 1789 áprilisában.

## Szerkezete, jellemzői
Tételei:
1. Allegro
2. Larghetto
3. Allegretto

A mű keletkezésekor Mozart színpadi és kamarazenéje már szédítő magaslatokra érkezett, három szimfonikus hattyúdalát, az Esz-dúr, g-moll és a C-dúr szimfóniát is 1788-ban írta. A koronázási zongoraverseny mégsem ezekkel a művekkel tart rokonságot, hanem az 1784–86 években írt zongoraversenyekkel. Talán csak a zongoraszerűség mutatkozik meg határozottabb mértékben ebben a versenyműben. A mű legelső témáját mindjárt ebben a szellemben írta a zeneszerző.
Az első tétel kidolgozása során Mozart példáját adja mindannak, amit a zongora ebben a műfajban elért, s maximumát annak amit a korabeli zongoratechnika nevében megkövetelhetett az előadótól.
A lassú tétel egyedülálló a maga nemében: kristályos nyugalmával, nemességével olyan, mint egy mozdulatlan, tiszta vizű tó.
A záró rondótéma kifejezetten zongorára termett, kidolgozásába gondos művészi munkát fektetett a szerző, amely nemcsak a koronázás ünnepi aktusához, de a maga érett korszakának színvonalához is méltó lehetett.
Érdekesség, hogy a mű kéziratában a második és harmadik tételnél Mozart nem ad meg tempójelzést, az más kéztől származó kiegészítésként látható.

## Ismertség, előadási gyakoriság
Hangversenyen, hanglemezen, vagy elektronikus médiákban viszonylag ritkábban hallgatható darab. 2006-ban, a Mozart-év kapcsán a Magyar Rádió Bartók Rádiójának Mozart összes művét bemutató sorozatában a zongoraszólamot Alfred Brendel játszotta, a St. Martin-in-the-Fields Kamarazenekart Neville Marriner vezényelte.